# Chase Edmonds
Chase Edmonds (Harrisburg, 13 aprile 1996) è un giocatore di football americano statunitense che milita nel ruolo di running back per i Tampa Bay Buccaneers della National Football League (NFL).

## Carriera universitaria
Dopo aver frequentato la Central Dauphin East High School della città natale di Harrisburg, in Pennsylvania, dove ebbe modo di praticare sia il football americano sia la pallacanestro, trascorre gli anni collegiali presso la Fordham University, entrando tra le file dei Fordham Rams.
Nel 2014 Edmonds conquistò il Jerry Rice Award come miglior debuttante della Division I della NCAA, vantando di 2.738 yard corse e 25 touchdown, che gli valsero l'inclusione nella formazione ideale della Patriot League. Conquistò tale selezione anche nei successivi due anni, venendo nominato miglior giocatore offensivo della Patriot League (2015) e incluso nella prima squadra All-America (2016).

## Carriera professionistica

### Arizona Cardinals
Edmunds venne selezionato nel quarto giro giro del Draft NFL 2018 come 134ª scelta assoluta dagli Arizona Cardinals. Debuttò il 9 settembre 2018, in occasione della sconfitta contro i Washington Redskins (24-6), accumulando 24 yard corse. Realizzò i suoi primi due touchdown il 2 dicembre successivo, contribuendo al successo sui Green Bay Packers (20-17). Nel corso della successiva annata, il 20 ottobre 2019, in occasione della vittoria in overtime sui New York Giants (37-34), Edmonds superò per la prima volta le cento yard corse in una singola gara, accumulandone 126.
Divenne running back titolare dei Cardinals per la stagione 2021, battendo la concorrenza del neo-acquisto James Conner. Disputò le gare della stagione regolare con continuità fino alla settimana 9, quando riportò un infortunio alla caviglia che lo tenne lontano dai campi fino a metà dicembre. Il 17 gennaio 2022 disputò il suo primo match in carriera nei playoff, partecipando da titolare alla sconfitta nel turno delle wild card contro Los Angeles Rams.

### Miami Dolphins
Il 17 marzo 2022 si trasferì ai Miami Dolphins, con cui siglò un contratto biennale.

### Denver Broncos
Il 1º novembre 2022 i Dolphins scambiarono Edmonds, assieme a una scelta del primo giro del Draft 2023 e una del quarto giro del Draft 2024, con i Denver Broncos per l'outside linebacker Bradley Chubb e una scelta del quinto giro del Draft 2025.

### Tampa Bay Buccaneers
Il 20 marzo 2023 Edmonds firmò un contratto di un anno con i Tampa Bay Buccaneers.